# Maierato
Maierato é uma comuna italiana da região da Calábria, província de Vibo Valentia, com cerca de 2.247 habitantes. Estende-se por uma área de 39 km², tendo uma densidade populacional de 58 hab/km². Faz fronteira com Capistrano, Filogaso, Francavilla Angitola, Monterosso Calabro, Pizzo, Polia, Sant'Onofrio.

## Demografia
| Variação demográfica do município entre 1861 e 2011                               |
|                                                                                   |
| Fonte: Istituto Nazionale di Statistica (ISTAT) - Elaboração gráfica da Wikipedia |